# Huelgoat
Huelgoat är en kommun i departementet Finistère i regionen Bretagne i västra Frankrike. Kommunen ligger i kantonen Huelgoat som tillhör arrondissementet Châteaulin. År 2022 hade Huelgoat 1 420 invånare.

## Befolkningsutveckling
Antalet invånare i kommunen Huelgoat
Referens:INSEE